# Lago Schwan
El lago Schwan (en alemán Schwansee, es decir,  «lago del cisne») es un lago alpino en Baviera en el Distrito de Algovia Oriental, Schwangau al sureste de Füssen, cerca de los castillos Hohenschwangau y Neuschwanstein, a 400 metros al norte del lago Alpsee y a 789,23 metros de altitud. En el siglo XIX, los reyes de la familia Wittelsbach lo incluyeron en un parque diseñado por el paisajista Peter Joseph Lenné. Desde 1956 forma parte de una reserva natural.
El lago sirve de balneario durante el verano, mientras que en invierno se utiliza como pista de patinaje para lugareños y turistas.